# Vinje
Vinje – norweskie miasto i gmina leżąca w regionie Telemark.
Vinje jest 12. norweską gminą pod względem powierzchni.

## Demografia
Według danych z roku 2005 gminę zamieszkuje 3758 osób, gęstość zaludnienia wynosi 1,21 os./km². Pod względem zaludnienia Vinje zajmuje 240. miejsce wśród norweskich gmin.
| ludność stan na 1 stycznia 2005 |         |           |       |
|                                 | kobiety | mężczyźni | razem |
| osób                            | 1885    | 1873      | 3758  |
| %                               | 50,16%  | 49,84%    | 100%  |

| wykształcenie stan na 1 października 2004 |        |         |        |        |
|                                           | podst. | średnie | wyższe | niezn. |
| osób                                      | 658    | 1733    | 537    | 65     |
| %                                         | 21,98% | 57,9%   | 17,94% | 2,17%  |

## Edukacja
Według danych z 1 października 2004:
- liczba szkół podstawowych (norw. grunnskolar): 5
- liczba uczniów szkół podst.: 542

## Władze gminy
Według danych na rok 2011 administratorem gminy (norw. rådmann) jest Hans Kristian Lehmann, natomiast burmistrzem (norw. ordfører, d. borgermester) jest Arne Vinje.